# Gastón VI de Bearne

Escudo de armas de los Vizcondes de Bearne.

Gastón VI (1173-1214) fue vizconde de Bearne, de Gabardan y de Brulhois. También fue conde de Bigorra y vizconde de Marsan por su matrimonio en 1196 con la heredera del condado, Petronila de Cominges, hija de Bernardo IV de Cominges y de Beatriz de Bigorra.

## Infancia
Gastón era hijo de María, vizcondesa legítima de Bearne desde 1170, y de Guillermo de Montcada, magnate catalán, hijo primogénito del senescal de Cataluña, al que el rey Alfonso II de Aragón había impuesto en 1171 como marido de María y vizconde. Los nobles bearneses se habían rebelado contra la intromisión aragonesa y habían nombrado vizcondes sucesivamente a dos señores a los que luego rápidamente ejecutaron al no respetar los fueros de Bearne. En 1173 una delegación bearnesa acudió por fin al monasterio donde María se había refugiado para pedirle que les entregara a uno de los dos hijos gemelos que acababa de tener. María accedió y les entregó a Gastón, a partir de entonces Gastón VI.
Durante la minoría de edad el vizcondado fue gobernado por regentes aragoneses, entre ellos, su tutor, Peregrino de Castellarzuelo, señor de Barbastro.

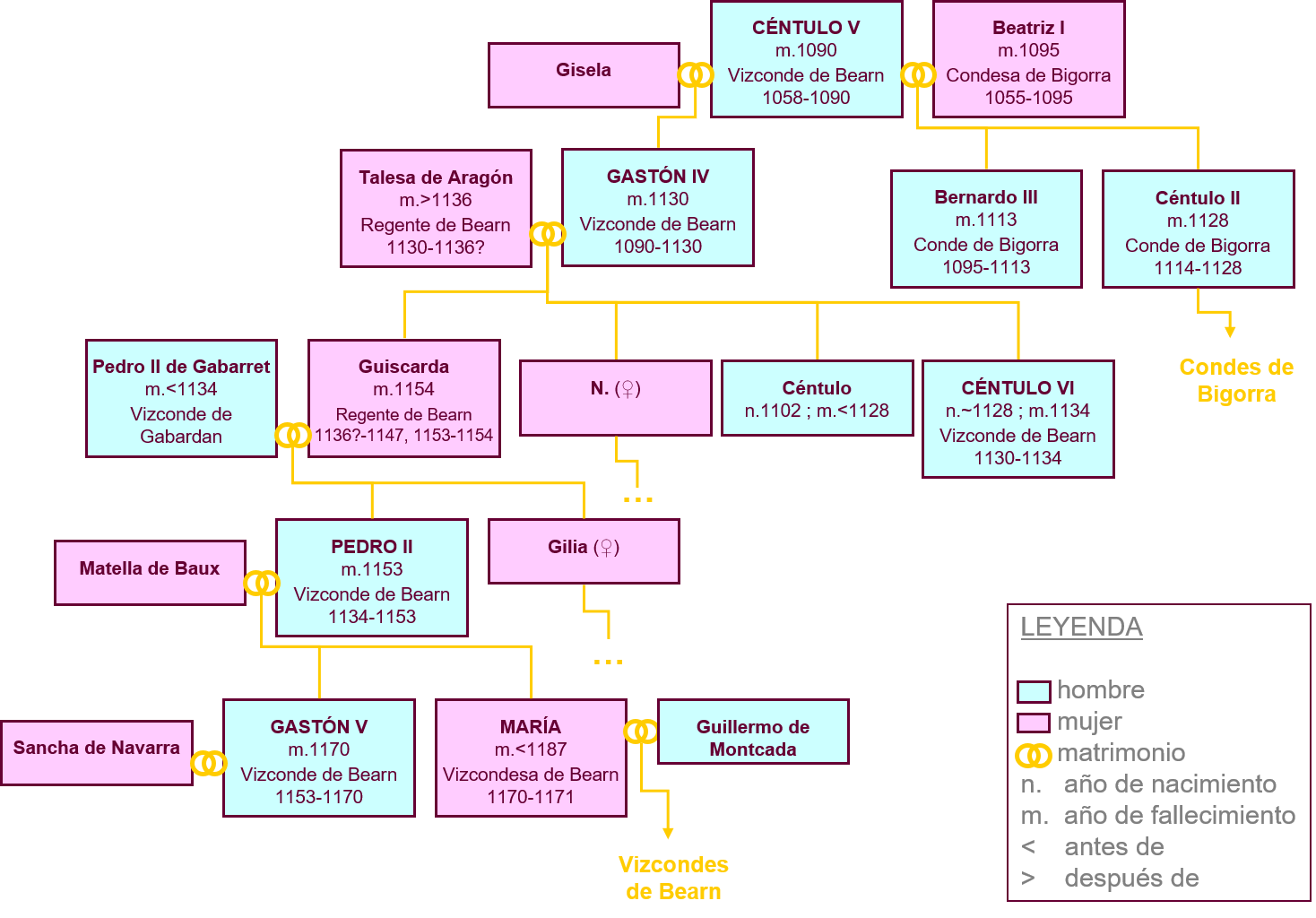
Árbol genéalogico de los Vizcondes de Bearne.

## Vizconde de Bearne
En 1187, con catorce años, Gastón fue declarado mayor de edad y prestó homenaje en Huesca al rey de Aragón por su vizcondado de Bearne; no así por los vizcondados de Gabardan y Brulhois, los cuales quedaban de este modo reconocidos por Alfonso II como parte integrante del dominio de los duques de Aquitania.
No participó en la Tercera Cruzada (1187), al igual que el resto de los nobles del sur de Francia, por encontrarse la región envuelta en un gran conflicto entre la Corona de Aragón por un lado y Toulouse por otra. En esta lucha Bearne estaba claramente en el campo aragonés.
En 1194 solventó la disputa territorial con el vizconde de Dax renunciando a los pequeños territorios de Mixe y Ostabarret, Ostabat, y recibiendo a cambio la ciudad de Orthez. En 1196 hizo también la paz con su vecino el vizconde de Sola. Ese mismo año se casó con su prima Petronila, heredera del condado de Bigorra y del vizcondado de Marsan. De esta manera, Gastón consiguió estar en paz con todos sus vecinos inmediatos.

## La cruzada albigense
Barcelona se fue imponiendo sobre Toulouse, que pidió una tregua, pero no por ello llegó la paz a la región, ya que el Papa Inocencio III lanzó en 1208 una cruzada contra los cátaros, secta instalada sobre todo en el Languedoc. Un ejército francés (es decir, formado por caballeros de la región de Ile-de-France) al mando de Simón de Monfort invadió la región. Varios nobles occitanos fueron desposeídos de sus territorios y, como eran vasallos del rey de Aragón Pedro II, éste se sintió obligado a intervenir para protegerlos. El Papa ordenó a Gastón VI no intervenir contra los cruzados pero éste hizo caso omiso y participó en el contraataque que obligó a Simón de Monfort a levantar el sitio de Toulouse (1211). También tomó parte en el fracasado ataque sobre Castelnaudary. Gastón no actuaba así por motivos religiosos (no había cátaros ni en Bearn ni en Bigorra) sino por su fidelidad al rey de Aragón.
Las consecuencias para Gastón fueron desastrosas. Unos cruzados aquitanos le arrebataron el pequeño vizcondado de Brulhois. Además, fue excomulgado en el concilio de Lavaur y sus tierras declaradas sin dueño por el Papa.
El 27 de enero de 1213 Gastón VI prestó una vez más homenaje al rey de Aragón pero esta vez también lo hicieron los condes de Comminges, de Foix e incluso el de Toulouse. El rey Pedro II hacía así realidad su proyecto de gran estado transpirenaico, dominando desde el Ebro hasta Provenza incluyendo ambas vertientes de los Pirineos. Sin embargo, todo se derrumbó el 12 de septiembre, cuando Pedro II fue derrotado y muerto en la batalla de Muret. Gastón no llegó a participar en esta batalla porque el rey de Aragón, en un exceso de confianza, no había dado tiempo a que todos sus vasallos se le uniesen con sus tropas.
Poco después de la batalla de Muret, el Papa otorgó públicamente el perdón a Gastón VI así como al conde de Comminges. La penitencia fue leve: dar al obispado de Olorón los señoríos de dos barrios de la ciudad. También recuperó el vizcondado de Brulhois.
Su fidelidad al rey aragonés queda claramente explicitada en el Llibre del fets (cap.37) del rey Jaime I que lo menciona junto a su hermano Guillermo como uno de los pocos acompañantes que aparecieron junto al rey en el asedio a la ciudad de Tamarite de Litera.
Gastón murió sin descendencia en 1214. Le sucedió en Bearne su hermano gemelo Guillermo Raimundo. Bigorra pasó de nuevo a su mujer, que volvió a casarse poco después.
| Precedido por: María de Bearn | Vizconde de Bearne, de Gabardan y de Brulhois 1173-1214 | Sucedido por: Guillermo I |